# Plavnica
Plavnica (bis 1927 slowakisch auch „Plavonica“; ungarisch Palonca – bis 1907 Plavnica) ist eine Gemeinde im Nordosten der Slowakei mit 1663 Einwohnern (Stand 31. Dezember 2024), die zum Okres Stará Ľubovňa, einem Teil des Prešovský kraj gehört und zur traditionellen Landschaft Šariš gezählt wird.

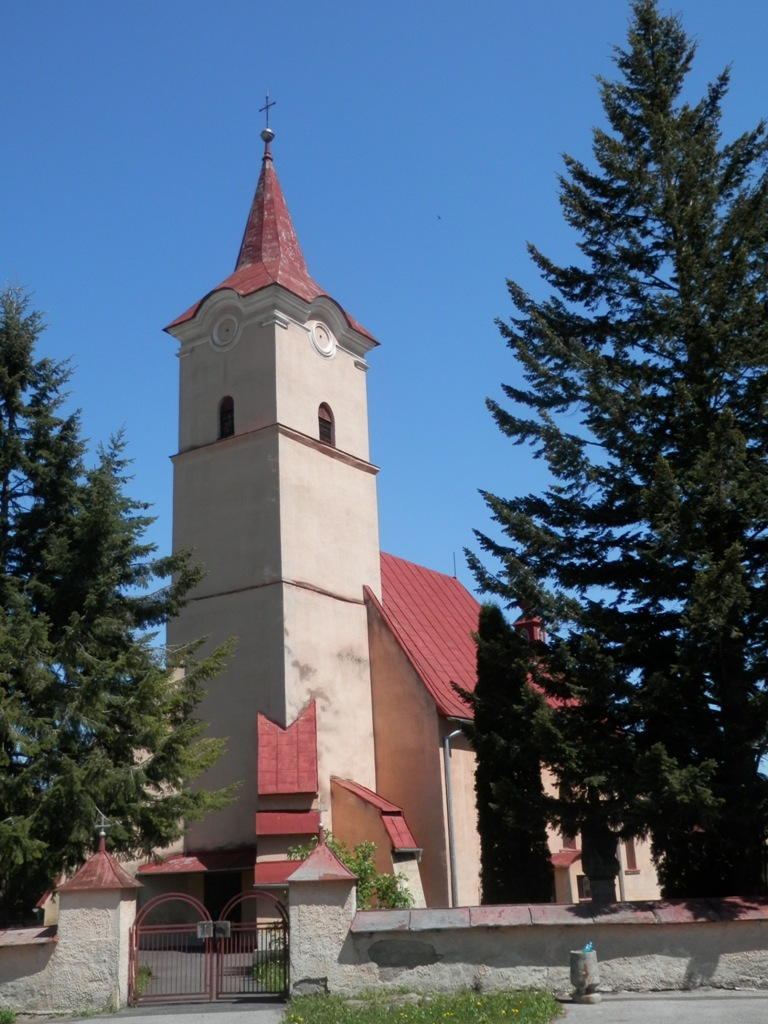
Kirche im Ort

## Geographie
Die Gemeinde befindet sich bei den Nordausläufern der Leutschauer Berge im Tal des Poprad am Bach Šambronka, nahe der polnischen Grenze. Das knapp 20 km² große Gemeindegebiet ist hügelig, mit Höhen von 490 m n.m. bis 735 m n.m.; nur ein Teil im Südwesten ist bewaldet. Das Ortszentrum liegt auf einer Höhe von 530 m n.m. und ist neun Straßenkilometer von Stará Ľubovňa sowie 54 Straßenkilometer von Prešov entfernt.

## Geschichte
Geschichtlich gesehen wird das Gebiet der heutigen Gemeinde erst 1325 schriftlich erwähnt, dennoch archäologische und historische Untersuchungen weisen auf ein im 11. Jahrhundert gegründetes Dorf hin. Weiter spricht einer Urkunde 1366 über ein Dorf namens Noua Plaunych, das mit dem ursprünglichen Dorf in einigen Jahrzehnten in eine Einheit verschmolz. Das Dorf gehörte zum Herrschaftsgebiet der nahen Burg Plaveč. Zum Ende des 16. Jahrhunderts war Plavnica das größte Dorf der Umgebung mit slowakisch- und russinischstämmigen Bevölkerung, die vorwiegend in Landwirtschaft beschäftigt war, was bis heute der Fall ist. 1828 sind 167 Häuser und 1211 Einwohner verzeichnet.

## Bevölkerung
| Jahr                | 1994 | 2004    | 2014    | 2024    |
| ------------------- | ---- | ------- | ------- | ------- |
| Anzahl der Personen | 1491 | 1544    | 1631    | 1663    |
| Unterschied         |      | +3,55 % | +5,63 % | +1,96 % |

| Jahr                | 2023 | 2024    |
| ------------------- | ---- | ------- |
| Anzahl der Personen | 1643 | 1663    |
| Unterschied         |      | +1,21 % |

Ergebnisse nach der Volkszählung 2001 (1482 Einwohner):
| Nach Ethnie: - 99,12 % Slowaken - 0,61 % Russinen - 0,13 % Tschechen | Nach Konfession: - 92,44 % römisch-katholisch - 4,45 % griechisch-katholisch - 2,36 % evangelisch |

## Bauwerke
- römisch-katholische Kirche im frühgotischen Stil aus dem Jahr 1325, heute teilweise barock umgestaltet
- evangelische Kirche im klassizistischen Stil aus dem Jahr 1806

## Infrastruktur und Verkehr
In der Gemeinde befindet sich sowohl eine Krippe als auch eine Grundschule. Ferner sind eine Bücherei sowie ein Postamt vorhanden. Verkehrsmäßig ist Plavnica durch die Straße 1. Ordnung 68 (Polen–Prešov) erschlossen, die seit dem Juni 2023 durch eine Ortsumgehung verläuft. der Nahverkehr an der Bahnstrecke Orlov–Podolínec ist hingegen eingestellt.